# Danh sách tiểu hành tinh: 16901–17000
| Tên                   | Tên đầu tiên | Ngày phát hiện       | Nơi phát hiện                      | Người phát hiện                                  |
| --------------------- | ------------ | -------------------- | ---------------------------------- | ------------------------------------------------ |
| 16901 Johnbrooks      | 1998 DJ14    | 23 tháng 2 năm 1998  | Farra d'Isonzo                     | Farra d'Isonzo                                   |
| 16902 -               | 1998 DT14    | 22 tháng 2 năm 1998  | Haleakala                          | NEAT                                             |
| 16903 -               | 1998 DD15    | 22 tháng 2 năm 1998  | Haleakala                          | NEAT                                             |
| 16904 -               | 1998 DQ15    | 22 tháng 2 năm 1998  | Haleakala                          | NEAT                                             |
| 16905 -               | 1998 DT21    | 22 tháng 2 năm 1998  | Kitt Peak                          | Spacewatch                                       |
| 16906 Giovannisilva   | 1998 DY23    | 18 tháng 2 năm 1998  | Bologna                            | Osservatorio San Vittore                         |
| 16907 -               | 1998 DS29    | 28 tháng 2 năm 1998  | Kitt Peak                          | Spacewatch                                       |
| 16908 Groeselenberg   | 1998 DD33    | 17 tháng 2 năm 1998  | Uccle                              | E. W. Elst, T. Pauwels                           |
| 16909 -               | 1998 DX33    | 27 tháng 2 năm 1998  | La Silla                           | E. W. Elst                                       |
| 16910 -               | 1998 DE34    | 27 tháng 2 năm 1998  | La Silla                           | E. W. Elst                                       |
| 16911 -               | 1998 EL6     | 1 tháng 3 năm 1998   | Caussols                           | ODAS                                             |
| 16912 Rhiannon        | 1998 EP8     | 2 tháng 3 năm 1998   | Caussols                           | ODAS                                             |
| 16913                 | 1998 EK9     | 11 tháng 3 năm 1998  | Xinglong                           | Chương trình tiểu hành tinh Bắc Kinh Schmidt CCD |
| 16914 -               | 1998 ER13    | 1 tháng 3 năm 1998   | La Silla                           | E. W. Elst                                       |
| 16915 Bredthauer      | 1998 FR10    | 24 tháng 3 năm 1998  | Caussols                           | ODAS                                             |
| 16916 -               | 1998 FM15    | 27 tháng 3 năm 1998  | Woomera                            | F. B. Zoltowski                                  |
| 16917 -               | 1998 FB29    | 20 tháng 3 năm 1998  | Socorro                            | LINEAR                                           |
| 16918 -               | 1998 FF32    | 20 tháng 3 năm 1998  | Socorro                            | LINEAR                                           |
| 16919 -               | 1998 FF35    | 20 tháng 3 năm 1998  | Socorro                            | LINEAR                                           |
| 16920 Larrywalker     | 1998 FR37    | 20 tháng 3 năm 1998  | Socorro                            | LINEAR                                           |
| 16921 -               | 1998 FZ52    | 20 tháng 3 năm 1998  | Socorro                            | LINEAR                                           |
| 16922 -               | 1998 FR57    | 20 tháng 3 năm 1998  | Socorro                            | LINEAR                                           |
| 16923 -               | 1998 FB61    | 20 tháng 3 năm 1998  | Socorro                            | LINEAR                                           |
| 16924 -               | 1998 FL61    | 20 tháng 3 năm 1998  | Socorro                            | LINEAR                                           |
| 16925 -               | 1998 FB63    | 20 tháng 3 năm 1998  | Socorro                            | LINEAR                                           |
| 16926 -               | 1998 FH63    | 20 tháng 3 năm 1998  | Socorro                            | LINEAR                                           |
| 16927 -               | 1998 FX68    | 20 tháng 3 năm 1998  | Socorro                            | LINEAR                                           |
| 16928 -               | 1998 FF70    | 20 tháng 3 năm 1998  | Socorro                            | LINEAR                                           |
| 16929 Hurník          | 1998 FP73    | 31 tháng 3 năm 1998  | Ondřejov                           | P. Pravec                                        |
| 16930 Respighi        | 1998 FF74    | 29 tháng 3 năm 1998  | Bologna                            | Osservatorio San Vittore                         |
| 16931 -               | 1998 FO75    | 24 tháng 3 năm 1998  | Socorro                            | LINEAR                                           |
| 16932 -               | 1998 FG88    | 24 tháng 3 năm 1998  | Socorro                            | LINEAR                                           |
| 16933 -               | 1998 FV88    | 24 tháng 3 năm 1998  | Socorro                            | LINEAR                                           |
| 16934 -               | 1998 FA91    | 24 tháng 3 năm 1998  | Socorro                            | LINEAR                                           |
| 16935 -               | 1998 FX111   | 31 tháng 3 năm 1998  | Socorro                            | LINEAR                                           |
| 16936 -               | 1998 FJ112   | 31 tháng 3 năm 1998  | Socorro                            | LINEAR                                           |
| 16937 -               | 1998 FR117   | 31 tháng 3 năm 1998  | Socorro                            | LINEAR                                           |
| 16938 -               | 1998 FN121   | 20 tháng 3 năm 1998  | Socorro                            | LINEAR                                           |
| 16939 -               | 1998 FP121   | 20 tháng 3 năm 1998  | Socorro                            | LINEAR                                           |
| 16940 -               | 1998 GC3     | 2 tháng 4 năm 1998   | Socorro                            | LINEAR                                           |
| 16941 -               | 1998 GR7     | 2 tháng 4 năm 1998   | Socorro                            | LINEAR                                           |
| 16942 -               | 1998 HA34    | 20 tháng 4 năm 1998  | Socorro                            | LINEAR                                           |
| 16943 -               | 1998 HP42    | 23 tháng 4 năm 1998  | Haleakala                          | NEAT                                             |
| 16944 Wangler         | 1998 HK45    | 20 tháng 4 năm 1998  | Socorro                            | LINEAR                                           |
| 16945 -               | 1998 HD46    | 20 tháng 4 năm 1998  | Socorro                            | LINEAR                                           |
| 16946 Farnham         | 1998 HJ51    | 25 tháng 4 năm 1998  | Anderson Mesa                      | LONEOS                                           |
| 16947 Wikrent         | 1998 HN80    | 21 tháng 4 năm 1998  | Socorro                            | LINEAR                                           |
| 16948 -               | 1998 HA133   | 19 tháng 4 năm 1998  | Socorro                            | LINEAR                                           |
| 16949 -               | 1998 HS133   | 19 tháng 4 năm 1998  | Socorro                            | LINEAR                                           |
| 16950 -               | 1998 JQ      | 1 tháng 5 năm 1998   | Haleakala                          | NEAT                                             |
| 16951 Carolus Quartus | 1998 KJ      | 19 tháng 5 năm 1998  | Ondřejov                           | P. Pravec                                        |
| 16952 Peteschultz     | 1998 KX3     | 22 tháng 5 năm 1998  | Anderson Mesa                      | LONEOS                                           |
| 16953 Besicovitch     | 1998 KE5     | 27 tháng 5 năm 1998  | Prescott                           | P. G. Comba                                      |
| 16954 -               | 1998 KT48    | 22 tháng 5 năm 1998  | Socorro                            | LINEAR                                           |
| 16955 -               | 1998 KU48    | 23 tháng 5 năm 1998  | Socorro                            | LINEAR                                           |
| 16956 -               | 1998 MQ11    | 19 tháng 6 năm 1998  | Socorro                            | LINEAR                                           |
| 16957 -               | 1998 ON13    | 26 tháng 7 năm 1998  | La Silla                           | E. W. Elst                                       |
| 16958 Klaasen         | 1998 PF      | 2 tháng 8 năm 1998   | Anderson Mesa                      | LONEOS                                           |
| 16959 -               | 1998 QE17    | 17 tháng 8 năm 1998  | Socorro                            | LINEAR                                           |
| 16960 -               | 1998 QS52    | 25 tháng 8 năm 1998  | Socorro                            | LINEAR                                           |
| 16961 -               | 1998 QV73    | 24 tháng 8 năm 1998  | Socorro                            | LINEAR                                           |
| 16962 Elizawoolard    | 1998 QP93    | 28 tháng 8 năm 1998  | Socorro                            | LINEAR                                           |
| 16963 -               | 1998 RE2     | 12 tháng 9 năm 1998  | Woomera                            | F. B. Zoltowski                                  |
| 16964 -               | 1998 RD59    | 14 tháng 9 năm 1998  | Socorro                            | LINEAR                                           |
| 16965 -               | 1998 RX79    | 14 tháng 9 năm 1998  | Socorro                            | LINEAR                                           |
| 16966                 | 1998 SM63    | 29 tháng 9 năm 1998  | Xinglong                           | Chương trình tiểu hành tinh Bắc Kinh Schmidt CCD |
| 16967 Marcosbosso     | 1998 SR132   | 16 tháng 9 năm 1998  | Socorro                            | LINEAR                                           |
| 16968 -               | 1998 TT5     | 13 tháng 10 năm 1998 | Đài thiên văn Zvjezdarnica Višnjan | K. Korlević                                      |
| 16969 Helamuda        | 1998 UM20    | 29 tháng 10 năm 1998 | Starkenburg Observatory            | Starkenburg                                      |
| 16970 -               | 1998 VV2     | 10 tháng 11 năm 1998 | Caussols                           | ODAS                                             |
| 16971 -               | 1998 WJ3     | 19 tháng 11 năm 1998 | Oizumi                             | T. Kobayashi                                     |
| 16972 -               | 1998 WK11    | 21 tháng 11 năm 1998 | Socorro                            | LINEAR                                           |
| 16973 Gaspari         | 1998 WR19    | 23 tháng 11 năm 1998 | Socorro                            | LINEAR                                           |
| 16974 -               | 1998 WR21    | 18 tháng 11 năm 1998 | Socorro                            | LINEAR                                           |
| 16975 Delamere        | 1998 YX29    | 27 tháng 12 năm 1998 | Anderson Mesa                      | LONEOS                                           |
| 16976 -               | 1999 AC2     | 6 tháng 1 năm 1999   | Đài thiên văn Zvjezdarnica Višnjan | K. Korlević                                      |
| 16977 -               | 1999 AS3     | 10 tháng 1 năm 1999  | Oizumi                             | T. Kobayashi                                     |
| 16978 -               | 1999 AN4     | 11 tháng 1 năm 1999  | Oizumi                             | T. Kobayashi                                     |
| 16979 -               | 1999 AO4     | 11 tháng 1 năm 1999  | Oizumi                             | T. Kobayashi                                     |
| 16980 -               | 1999 AP5     | 12 tháng 1 năm 1999  | Oizumi                             | T. Kobayashi                                     |
| 16981 -               | 1999 AU7     | 11 tháng 1 năm 1999  | Gekko                              | T. Kagawa                                        |
| 16982 Tsinghua        | 1999 AS9     | 10 tháng 1 năm 1999  | Xinglong                           | Chương trình tiểu hành tinh Bắc Kinh Schmidt CCD |
| 16983 -               | 1999 AQ21    | 14 tháng 1 năm 1999  | Đài thiên văn Zvjezdarnica Višnjan | K. Korlević                                      |
| 16984 Veillet         | 1999 AA25    | 15 tháng 1 năm 1999  | Caussols                           | ODAS                                             |
| 16985 -               | 1999 AE28    | 11 tháng 1 năm 1999  | Kitt Peak                          | Spacewatch                                       |
| 16986 Archivestef     | 1999 AR34    | 15 tháng 1 năm 1999  | Anderson Mesa                      | LONEOS                                           |
| 16987 -               | 1999 BN13    | 25 tháng 1 năm 1999  | Đài thiên văn Zvjezdarnica Višnjan | K. Korlević                                      |
| 16988 -               | 1999 BK14    | 23 tháng 1 năm 1999  | Caussols                           | ODAS                                             |
| 16989 -               | 1999 CX      | 5 tháng 2 năm 1999   | Oizumi                             | T. Kobayashi                                     |
| 16990 -               | 1999 CS1     | 7 tháng 2 năm 1999   | Oizumi                             | T. Kobayashi                                     |
| 16991 -               | 1999 CW4     | 12 tháng 2 năm 1999  | Đài thiên văn Zvjezdarnica Višnjan | K. Korlević                                      |
| 16992 -               | 1999 CU5     | 12 tháng 2 năm 1999  | Oizumi                             | T. Kobayashi                                     |
| 16993 -               | 1999 CC10    | 15 tháng 2 năm 1999  | High Point                         | D. K. Chesney                                    |
| 16994 -               | 1999 CJ14    | 13 tháng 2 năm 1999  | Đài thiên văn Zvjezdarnica Višnjan | K. Korlević                                      |
| 16995 -               | 1999 CX14    | 15 tháng 2 năm 1999  | Višnjan Observatory                | K. Korlević                                      |
| 16996 Dahir           | 1999 CM32    | 10 tháng 2 năm 1999  | Socorro                            | LINEAR                                           |
| 16997 Garrone         | 1999 CO32    | 10 tháng 2 năm 1999  | Socorro                            | LINEAR                                           |
| 16998 Estelleweber    | 1999 CG46    | 10 tháng 2 năm 1999  | Socorro                            | LINEAR                                           |
| 16999 Ajstewart       | 1999 CE47    | 10 tháng 2 năm 1999  | Socorro                            | LINEAR                                           |
| 17000 Medvedev        | 1999 CV48    | 10 tháng 2 năm 1999  | Socorro                            | LINEAR                                           |